# Pteronemobius biroi
Pteronemobius biroi är en insektsart som beskrevs av Lucien Chopard 1927. Pteronemobius biroi ingår i släktet Pteronemobius och familjen syrsor. Inga underarter finns listade i Catalogue of Life.